# یواس‌اس سیرونا (ای‌کی‌ای-۴۳)
یواس‌اس سیرونا (ای‌کی‌ای-۴۳) (به انگلیسی: USS Sirona (AKA-43)) یک کشتی بود که طول آن ۴۲۶ فوت (۱۳۰ متر) بود. این کشتی در سال ۱۹۴۵ ساخته شد.